# Johannes Meyer
Johannes Meyer (Brzeg, 13 agosto 1888 – Marburgo, 25 gennaio 1976) è stato un regista e sceneggiatore tedesco.

## Filmografia

### Regista
- Horrido (1924)
- Wunder der Schöpfung, co-regia con Hans Walter Kornblum e Rudolf Biebrach (1925)
- Der Wilderer (1926)
- Assolto (Schuldig) (1928)
- Alto tradimento (Hochverrat) (1929)
- Il tigre (Der Tiger) (1930)
- Das Rheinlandmädel (1930)
- Die blonde Nachtigall (1930)
- Aschermittwoch (1931)
- Hilfe! Überfall! (1931)
- Ich bleib bei Dir (1931)
- Zwei himmelblaue Augen (1932)
- Sotto falsa bandiera (Unter falscher Flagge) (1932)
- Senza madre (Eine von uns) (1932)
- Il sogno di Schönbrunn (Traum von Schönbrunn) (1932)
- Die kleine Schwindlerin (1933)
- Die schönen Tage von Aranjuez (1933)
- Adieu les beaux jours, co-regia André Beucler (1933)
- Es gibt nur eine Liebe (1933)
- L'evaso di Chicago (Der Flüchtling aus Chicago) (1934)
- Schwarzer Jäger Johanna (1934)
- Teresa Krones (Ihr größter Erfolg) (1934)
- La flotta delle illusioni (Das Erbe von Pretoria) (1934)
- Donne e carnefici (Henker, Frauen und Soldaten) (1935)
- Die unmögliche Frau (1936)
- Fridericus (1937)
- Das große Abenteuer
- Rätsel um Beate
- Diskretion - Ehrensache
- Dreizehn Mann und eine Kanone
- Sposiamoci ancora... (Ehe in Dosen) (1939)
- Tu mi appartieni (Dein Leben gehört mir) (1939)
- Der singende Tor
- Casa lontana (1939)
- Männerwirtschaft (1941)
- Stimme des Herzens (1942)
- Avventura di lusso (Ein Zug fährt ab) (1942)
- Wildvogel (1943)
- Die heimlichen Bräute (1944)
- Rätsel der Nacht (1945)
- Blockierte Signale (1948)
- Diese Nacht vergess ich nie (1949)
- Dreizehn unter einem Hut (1950)
- Furioso (1950)
- Das fremde Leben (1951)

### Sceneggiatore
- Der kleine Muck, regia di Wilhelm Prager - sceneggiatura (1921)
- Tischlein deck dich, Eselein streck dich, Knüppel aus dem Sack, regia di Wilhelm Prager (1921)
- Der Wilderer, regia di Johannes Meyer (1926)
- Sposiamoci ancora... (Ehe in Dosen), regia di Johannes Meyer (1939)
- Rätsel der Nacht, regia di Johannes Meyer (1945)